# Andrew Barton Paterson
Andrew Barton „Banjo“ Paterson (* 17. Februar 1864 in der Nähe von Orange (New South Wales); † 5. Februar 1941 in Sydney) war ein australischer Schriftsteller, Dichter und Journalist. Seine bekanntesten Werke sind The Man from Snowy River und vor allem Waltzing Matilda, das zur inoffiziellen Nationalhymne Australiens wurde. 

## Leben

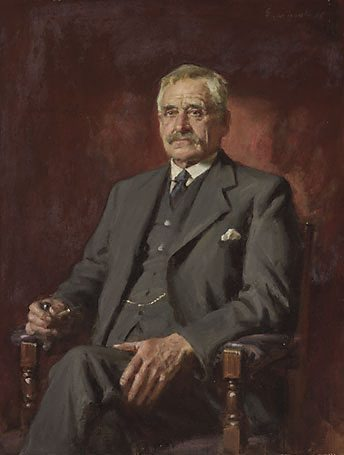
Andrew Barton Paterson, Gemälde von John Longstaff, 1935

Paterson wurde 1864 auf einer Schaffarm im australischen Bundesstaat New South Wales geboren. Nachdem seine Eltern 1874 aus wirtschaftlichen Gründen die Farm verkaufen mussten, wurde Paterson zu seiner Großmutter nach Sydney geschickt, wo er dann zur Schule ging.
Nach dem Abschluss der Schulausbildung trat er 1880 als Schreiber in eine Anwaltskanzlei ein, studierte nebenbei Rechtswissenschaften und legte 1886 erfolgreich die Anwaltsprüfung ab. Danach wurde er Teilhaber der Anwaltskanzlei, die nun den Namen Street & Paterson führte. In seiner Freizeit durchstreifte er das australische Outback, zeichnete unter dem Pseudonym The Banjo die Abenteuer und Erlebnisse von Landstreichern sowie Buschläufern auf und beschrieb die Landschaft Südostaustraliens, die er, wie auch selbstverfasste Gedichte, in einer beliebten Wochenzeitschrift veröffentlichte.
Während eines Aufenthalts bei der Familie seiner Verlobten Sarah Riley in der Nähe von Winton schrieb Paterson, inspiriert von der Geschichte eines Schafscherers beim großen Schafscherer-Streik von 1891, sein bekanntestes Werk Waltzing Matilda. Eine Affaire zwischen Paterson und Rileys Schulfreundin Christina Macpherson führte zur Lösung seiner Verlobung und zur Abreise Patersons. Das Stück wurde von Macpherson mit der Musik des schottischen Liedes Thou Bonnie Wood of Craigielea vertont und entwickelte sich zur inoffiziellen Nationalhymne Australiens.
Er veröffentlichte danach 46 seiner Balladen unter dem Titel The Man from Snowy River and Other Verse. Durch die Veröffentlichung wurde Paterson auch international bekannt. Die Londoner Times verglich ihn mit Rudyard Kipling, der sich auch persönlich mit Paterson in Verbindung setzte. Er beurlaubte sich aus der Anwaltskanzlei und bereiste Nordaustralien, wo er zur Jagd ging und für die Eastern and Australian Steamship Company Reisebeschreibungen verfasste. 
Anschließend nahm er als Kriegsberichterstatter am Burenkrieg in Südafrika teil. Er lernte dabei zahlreiche Persönlichkeiten des britischen Empire kennen, z. B. Winston Churchill, Cecil Rhodes und Rudyard Kipling. Im Jahr 1900 wollte Paterson nach China reisen, um über den Boxeraufstand zu berichten. Er kam jedoch zu spät und beschrieb zunächst das Leben auf den Philippinen. Danach bereiste er dann doch noch China, wo er sich u. a. in Shanghai aufhielt. Sein Plan, mit der Transsibirischen Eisenbahn nach Sankt Petersburg zu reisen, scheiterte am Wintereinbruch. Stattdessen fuhr er mit dem Schiff nach London.
Nach seiner Rückkehr nach Australien gab er 1902 endgültig seine Tätigkeit als Anwalt auf, um als Redakteur bei der Sydney’s Evening News zu arbeiten. 1903 verkaufte er seine Rechte an Waltzing Matilda und anderen Werken für 5 Pfund an seinen Verleger. Im selben Jahr heiratete er die Schaffarmerstochter Alice Walker, die er während einer Vortragsreise kennengelernt hatte. Das Ehepaar Paterson ließ sich in Sydney nieder. Paterson arbeitete hier als Redakteur für verschiedene Zeitungen, u. a. als Berichterstatter von Pferderennen für den Sydney Sportsman. In den folgenden Jahren hielten sich die Patersons für vier Jahre auch noch auf dem Lande auf. Im Ersten Weltkrieg diente Paterson als Major bei der Armee und war für die Ausbildung der Pferde für den Einsatz im Nahen Osten zuständig.
Nach dem Krieg wohnten Paterson und seine Frau in einem wohlhabenden östlichen Vorort Sydneys. Er schrieb weiterhin Gedichte und Balladen, die aber nicht mehr an den Erfolg seiner frühen Werke anknüpfen konnten. 1930 setzte er sich zur Ruhe. Andrew Barton Paterson starb im Februar 1941 im Alter von 76 Jahren in Sydney. Sein Bildnis und die 104 Zeilen der Ballade The Man from Snowy River zieren die australische 10-Dollar-Banknote.

## Auszeichnungen und Ehrungen
- Commander of the Order of the British Empire, britischer Verdienstorden

## Werke
- Clancy of the Overflow (erschienen im Dezember 1889 im Bulletin)
- The Man from Snowy River (erschienen 1890 im Bulletin)
- Waltzing Matilda, 1895
- An answer to various bards
- Riders in the stand
- A Mountain Station
- Come by chance
- The Geebung Polo Club
- With the cattle

## Verfilmungen
- 1982: Snowy River (The Man from Snowy River)